# Гемолитическая желтуха новорождённых
Гемолити́ческая боле́знь новорождённых (ГБН) — патологическое состояние новорождённого, сопровождающееся массивным распадом эритроцитов, является одной из основных причин развития желтухи у новорождённых. Гемолиз происходит из-за иммунологического конфликта матери и плода в результате несовместимости крови матери и плода по группе крови или резус-фактору. В результате компоненты крови плода становятся для матери чужеродными агентами (антигенами), и в ответ на них вырабатываются антитела. Антитела проникают через гематоплацентарный барьер, атакуя компоненты крови плода, в результате чего уже в первые часы после рождения у ребёнка начинается массированный внутрисосудистый гемолиз эритроцитов.
Первое описание в литературе датируется 1609 годом (Франция). В 1932 году Луис Даймонд и Кеннет Блэкфэн показали, что hydrops fetalis, icterus gravis и тяжёлая анемия новорождённых являются проявлениями одного заболевания, связанного с гемолизом эритроцитов и названного ими erythroblastosis fetalis (неонатальный эритробластоз). В 1941 году Филлип Левин обнаружил, что причиной этого синдрома выступает резус-несовместимость родителей.

## Лечение
- Проходят клинические испытания: нипокалимаб[англ.].